# Ignacio Anaya
Ignacio Anaya Garcia (Manuel Benavides, 15 augustus 1895 – Piedras Negras, 26 september 1975) was een Mexicaan, die gezien wordt als de uitvinder van de nacho's.
Anaya woonde in Piedras Negras in de Mexicaanse deelstaat Coahuila, bij de grens met Texas (VS) en had als bijnaam El Nacho. Hij werkte in een restaurant dat een tortillagerecht serveerde als "Nacho's Especiales". De originele nacho's zoals Anaya deze maakte bestonden uit tortillachips met gesmolten kaas en jalapeño's.
Anaya overleed op 80-jarige leeftijd.
Zijn zoon en dochter, Ignacio Anaya jr. (1935-2010) en Stephanie Bahner (1945), destijds woonachtig in het nabijgelegen Eagle Pass, gaven diverse interviews waarin zij aangaven dat een vrouw genaamd Mamie Finan de naam Nachos Especiales had bedacht, tijdens een etentje met vrienden.

## Internationale Dag van de Nacho
In de vroege jaren negentig ontstond de "Internationale Dag van de Nacho" om de uitvinding te herdenken. Deze dag vindt plaats op 21 oktober, en men eet dan vooral veel nacho's.